# セオドア・アイスフェルト
セオドア・アイスフェルト（Theodore Eisfeld, 1816年4月11日-1882年9月16日）は、ドイツの指揮者、作曲家、ヴィオラ奏者である。ニューヨーク・フィルハーモニック・ソサエティ（のちのニューヨーク・フィルハーモニック）の指揮者を務めたほか、ヴィオラ奏者として弦楽四重奏団を組織し、アメリカにおける室内楽演奏のパイオニアとなった。

## 生涯

### 渡米以前
1816年4月11日、ドイツのヴォルフェンビュッテルで生まれる。ブラウンシュヴァイクでカール・ミュラーにヴァイオリンを師事し、ドレスデンでカール・ゴットリープ・ライシガーに作曲を師事したほか、ボローニャでジョアキーノ・ロッシーニにも師事した。1839年から1843年にかけてヴィースバーデンの宮廷歌劇場で指揮者を務めたほか、パリでも活躍した。

### アメリカ時代
1848年にニューヨークへと移住したのち、アイスフェルトはニューヨークのクラシック音楽文化の振興に貢献し、尊敬される存在となった。アイスフェルトは作曲家のアンソニー・ハインリヒと交流を持ったほか、1850年に作成されたアメリカン・アート・ユニオンのメンバーリストには、アイスフェルトの名前が記された。

#### ニューヨーク・フィルハーモニック・ソサエティとの活動
アイスフェルトは1849年にニューヨーク・フィルハーモニック・ソサエティを指揮して成功を収めた。これにより1849年から1850年のシーズンには4つのコンサートのうち3つを指揮するようになり、1852年-1853年シーズンには同団の初代首席指揮者となった。アイスフェルトは1865年までこの地位にあったが、途中で病気になったこともあり1854年からはカール・バーグマンと交互に指揮をするようになった。また、アイスフェルトは1850年から1866年にかけて同団の役員を務め、1856年からは副理事長を務めた。
なお、アイスフェルトはニューヨーク・フィルハーモニック・ソサエティの他にも、ニューヨーク・ハーモニック・ソサエティやブルックリン・フィルハーモニック・ソサエティを指揮したほか、軍楽隊のコンサートも指揮した。また、ニューヨークで初めてイタリアオペラを上演した。

#### 室内楽演奏
オーケストラの指揮の他にも、アイスフェルトはヴィオラ奏者として室内楽の演奏を行っており、アメリカにおける室内楽演奏のパイオニアと言われた。
1849年から1850年にかけて、ヘルマン・サロニが主催する “Saroni’s Musical Times” で行った一連の室内楽コンサートが成功したことを受けて、アイスフェルトは1851年から1859年にかけて自身の室内楽コンサートシリーズを実施した。アイスフェルト自身はヴィオラ奏者を務め、ヴァイオリン奏者のヨーゼフ・ノル、同じくヴァイオリン奏者のチャールズ・レイエス、チェロ奏者のL. アイヒホルンと弦楽四重奏団を結成し（1855年にはチェロ奏者がフレデリック・バーグナーに交代した）、曲目によってはピアニストのオットー・ドレーゼルやギュスターヴ・サッターを加えた。なお、1851年2月18日にホープ・チャペルで行われた第1回演奏会のプログラムは以下のとおりである。
アイスフェルトの室内楽コンサートは上流階級のアマチュア音楽家たちから支持された。コンサートではハイドン、モーツァルト、ベートーヴェン、メンデルスゾーン、シュポアなどの曲を取り上げたが、「古典の作品が多すぎる」と言われることもあった。ただし、ニューヨークでは室内楽曲が演奏されることは少なかったぶん、これらの曲目はニューヨークの聴衆たちにとっては新鮮なものであった。なお、アイスフェルトはヴィオラの他にも、ヴァイオリンやピアノの演奏にも堪能であったという。

### ヨーロッパ凱旋後
1866年にはヨーロッパに戻り引退したとされる。帰国後は、フランクフルトにおけるオペラや音楽祭を鑑賞した様子や、ヴィースバーデンで室内楽を演奏する様子をアメリカにいる友人の評論家に書き送ったりしている。1882年9月16日にヴィースバーデンで死去した。

## 作曲活動
アイスフェルトは作曲家としても認められており、ソリストのために作曲した作品はニューヨーク・フィルハーモニック・ソサエティでも演奏された。アイスフェルトの作品には以下のようなものがある。
- ピストン式コルネットのためのエレジー・カンタービレ[2]
- ソプラノのための “Variations de Bravura”[2]
- バリトンのための “Scena Italiana di Concerto”[2]
- クラリネットのためのコンチェルティーノ[2]

## 事故
1858年、アイスフェルトがヨーロッパに帰る際に乗っていた蒸気船オーストリア号が炎上してしまった。食料もない状態で2日ほど漂流したにもかかわらず、アイスフェルトは奇跡的に助かり、数少ない生還者の1人となった（死者は471人におよんだ）。ただ、これによりアイスフェルトは神経症となってしまった。

## 評価
アイスフェルトはニューヨークのクラシック音楽文化の振興に貢献し尊敬された。1851年にニューヨーク・ハーモニックを指揮して行われたメンデルスゾーン作曲『聖パウロ』の公演では、アイスフェルトの統率力や正確さ、力強さなどが賞賛された。
一方で、指揮者のセオドア・トマスはアイスフェルトについて「ただ拍子を刻み、間違いを修正するだけの指揮者だった」「アイスフェルトの弦楽四重奏団は特に重要な成果を残していない」と評している。また、歴史家のジョーゼフ・ホロウィッツは、アイスフェルトよりもカール・バーグマンの方が魅力的な指揮者であったと記している。